# Česká Kamenice
Česká Kamenice (německy Böhmisch Kamnitz) je město na severu Čech, v okrese Děčín. Žije zde přibližně 5 100 obyvatel. Českou Kamenicí protéká řeka Kamenice oblasti přechodu Lužických hor do Českého Švýcarska. Na území České Kamenice se stýkají tři chráněné krajinné oblasti, CHKO Lužické hory, CHKO Labské pískovce a CHKO České středohoří. Historické jádro města je městskou památkovou zónou.

## Historie

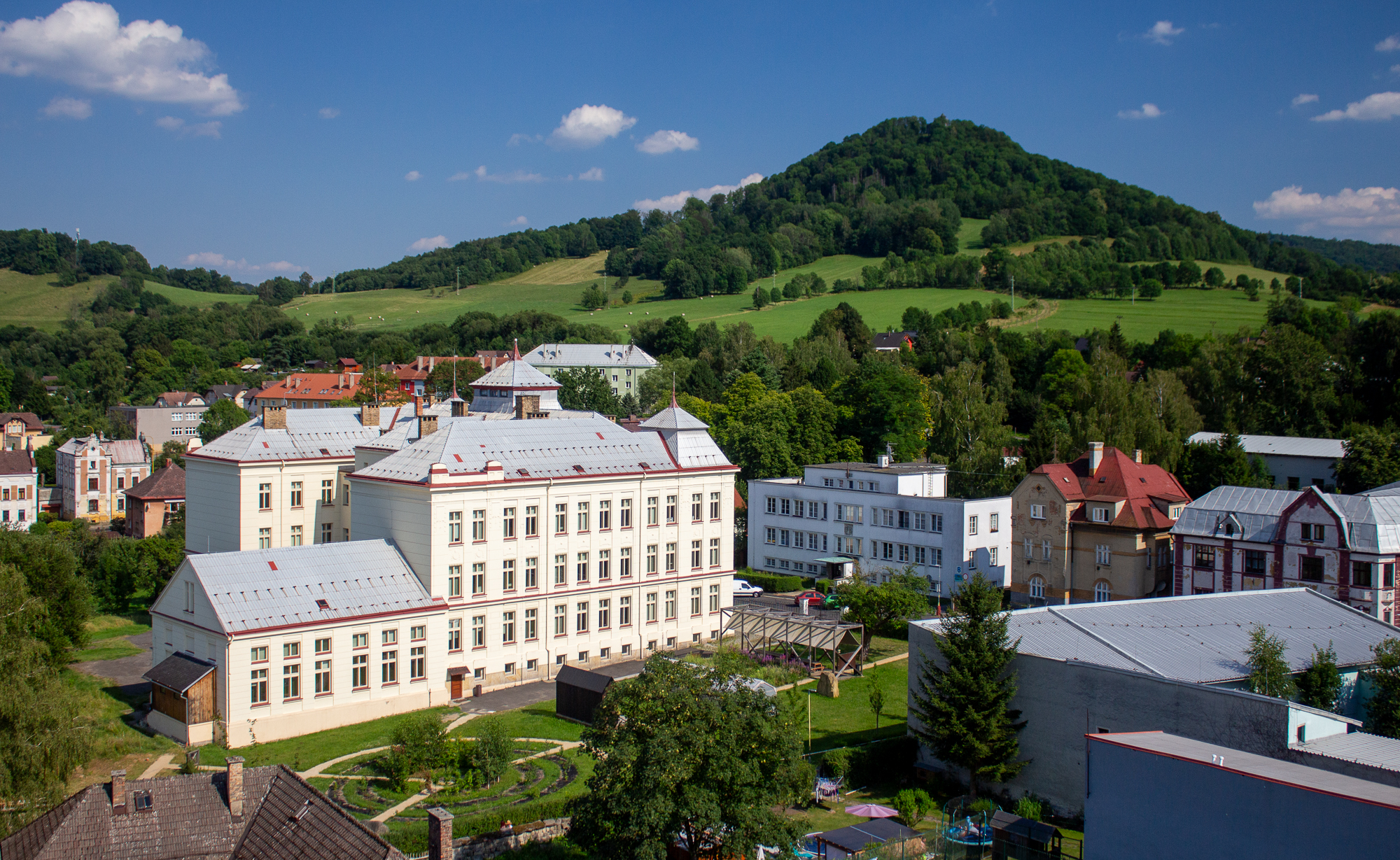
Základní škola a gymnázium. V pozadí se vypíná 541 metrů vysoký Zámecký vrch se zříceninou českokamenického hradu.

Dlouhá lesní lánová ves Kamenice byla založena v polovině 13. století na stejnojmenné řece. První písemná zmínka o České Kamenici  

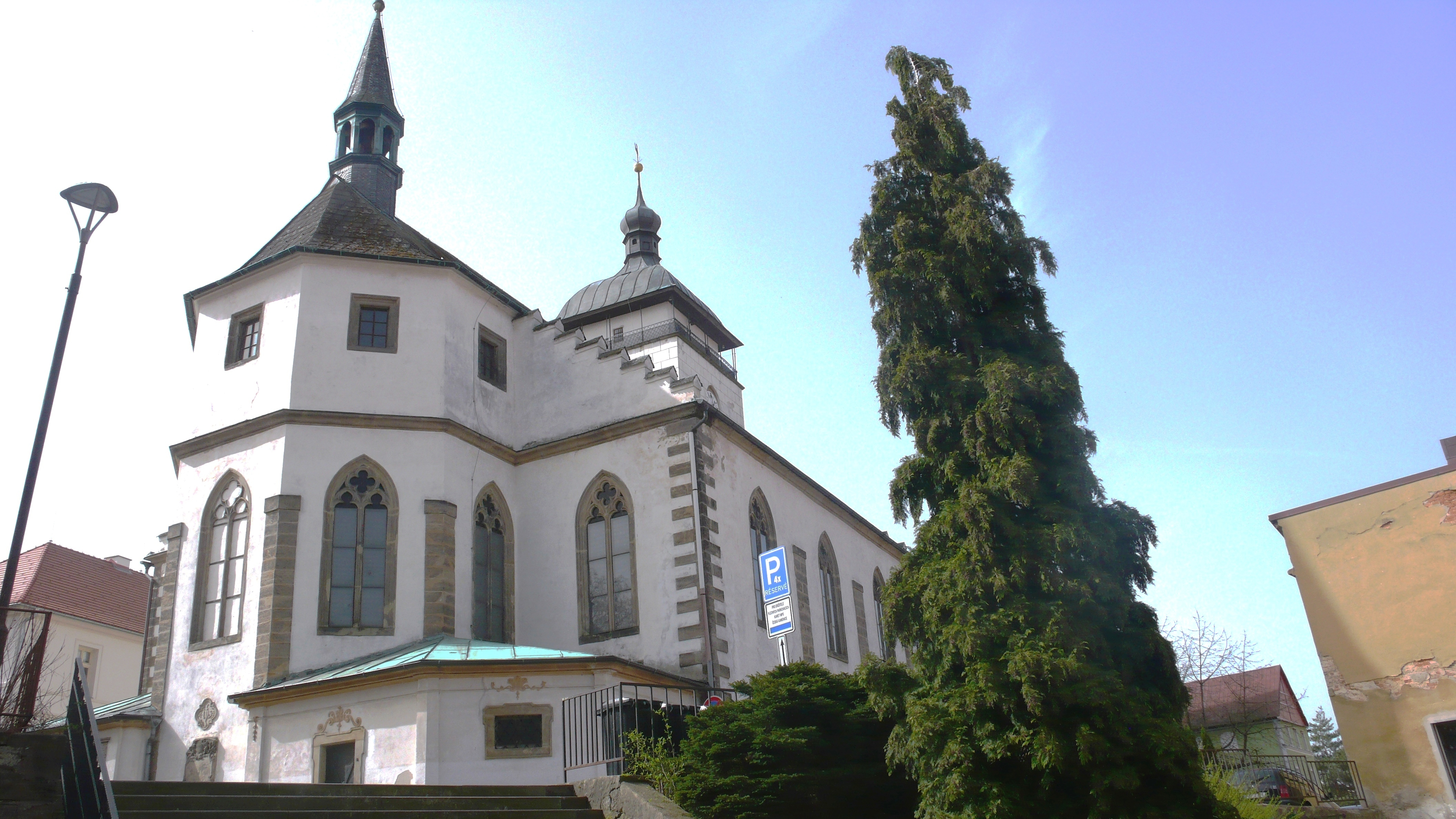
Kostela sv. Jakuba Většího s věží

 pochází z roku 1352, kdy vrcholila kolonizace města osadníky ze sousedního Saska, avšak ve většině publikací stojí, že bylo město založeno již před rokem 1283. Král Přemysl Otakar II. udělil střední části obce městská práva a z dalších částí obce se následně vytvořily předměstí Horní a Dolní Kamenice. 
Na konci 13. století král Václav II. předal město Janovi z Michalovic - za něj se město dostalo pod vládu hradu Ostrý. Jan III. z Michalovic udělil v roce 1383 obyvatelům právo odúmrti. Město později získalo právo várečné a v roce 1394 právo výčepní a také právo trhové a již v roce 1384 měl kamenický kostel sv. Jakuba vlastního pastora.
Pány z Michalovic v roce 1406 vystřídali Berkové z Dubé (Hynek Berka z Dubé) a v roce 1428 město získali Vartenberkové.  Město poznamenala přítomnost husitských vojsk a vysoké dluhy kvůli válečným výdajům a upadající vliv Vartenberky donutily k prodeji panství a novými majiteli se v roce 1515 stali Salhausenové z Míšeňska. Ti v roce 1535 panství rozdělili na dvě části. Na jedné části vzniklo panství Kamenice, které od roku 1614 získali Kinští a drželi je až do roku 1850. S výstavbou zámku a poutní kaple Narození Panny Marie se Kamenice v 17. století rozvinula a stala se reprezentativním barokním městem.  
V důsledku rekatolizace ovšem v roce 1625 došlo k selskému povstání. V roce 1634 město zachvátil velký požár, který způsobili císařské jednotky, které zde pobývaly během bojů třicetileté války. O deset let později zde svou stopu zkázy zanechala také švédská vojska.  
Kromě toho s kameničtí také účastnili selských povstání v letech 1680 a 1775. V letech 1656, 1677 a 1753 město zasáhly povodně, v roce 1713 mor a v roce 1778 další požár města. 
Přesto však město v průběhu staletí prosperovalo. Řemeslné dílny jsou doloženy již od roku 1389. V Kamenice v 17. století působil jeden z prvních sklářů. V roce 1834 vznikla v Horní Kamenici papírna a v průběhu 19. století došlo k výraznému rozvoji zejména textilního průmyslu. Vznikaly tkalcovny, přádelny, továrna na nábytek a pleteniny, ale také strojírny, slévárny železa, sklářské rafinérie ad.  
V roce 1869 byla zprovozněna trať České severní dráhy z Děčína do Varnsdorfu, která podpořila ekonomický rozvoj města. Ten se dále projevil v zavedení obecního vodovodu v roce 1894 a uvedena do provozu elektrárny v roce 1900. 
Po první světové válce a zániku Rakouska-Uherska se Kamenice v roce 1918 stala součástí Československa. V roce 1921 zde žilo 4 539 obyvatel, z toho 4 295 (95 %) Němců a v roce 1930 4 538 obyvatel, z toho 252 (6 %) Češi.
Po podepsání Mnichovské dohody v roce 1938 bylo území včetně České Kamenice připojeno k Německé říši a následně začleněno do okresu Tetschen/Děčín-Bodenbach/Podmokly, správního obvodu Aussig/Ústí v Říšské župě Sudety. 
Po druhé světové válce byla většina místních obyvatel vyvlastněna a nuceně vysídlena, což v důsledku znamenalo celkový úpadek města, který postihl celý region.  
V roce 2005 získala Česká Kamenice ocenění Historické město roku, a to zejména díky nedotčenému historickému jádru města. 

## Obyvatelstvo
Při sčítání lidu v roce 1921 v České Kamenici žilo 4 311 obyvatel (z toho 2 018 mužů), z nichž bylo 150 Čechoslováků, 4 077 Němců, jeden Žid, jeden příslušník jiné národnosti a 82 cizinců. Kromě římskokatolické většiny (4 160 osob) bylo 71 evangelíků, jeden člen církve československé, 35 židů, 26 příslušníků nezjišťovaných církví a osmnáct lidí bez vyznání. Podle sčítání lidu z roku 1930 mělo město 4 538 obyvatel: 252 Čechoslováků, 4 178 Němců, osm Židů, jednoho příslušníka jiné národnosti a 99 cizinců. Většina 4 169 obyvatel se hlásila k římskokatolické církvi, evangelíků bylo 89, sedm lidí patřilo k církvi československé, 34 k izraelské, 39 k nezjišťovaným církvím a 200 lidí bylo bez vyznání.
| | 1869  | 1880  | 1890  | 1900  | 1910  | 1921  | 1930  | 1950  | 1961  | 1970  | 1980  | 1991  | 2001  | 2011  |
| --- | ----- | ----- | ----- | ----- | ----- | ----- | ----- | ----- | ----- | ----- | ----- | ----- | ----- | ----- |
| Obyvatelé | 3 596 | 4 171 | 4 400 | 4 670 | 4 723 | 4 311 | 4 538 | 3 024 | 3 144 | 3 303 | 3 424 | 3 138 | 3 171 | 3 252 |
| Domy | 415   | 430   | 455   | 501   | 528   | 536   | 612   | 634   | 801   | 484   | 559   | 569   | 562   | 626   |
| Data z roku 1961 zahrnují i domy místních částí Dolní Kamenice, Filipov, Horní Kamenice, Huníkov a Pekelský Důl. |       |       |       |       |       |       |       |       |       |       |       |       |       |       |

## Památky

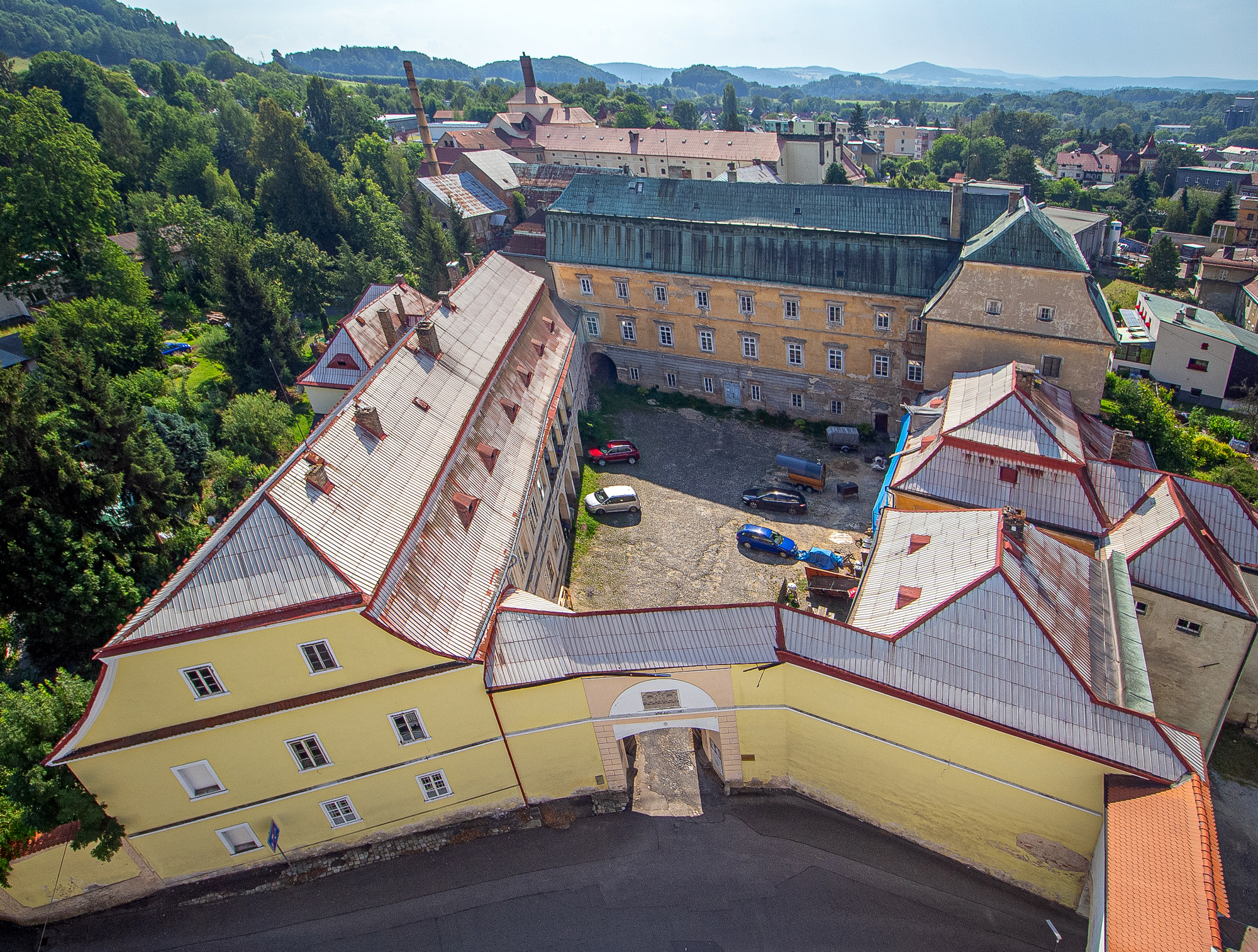
Nádvoří českokamenického zámku pohledem z věže kostela sv. Jakuba

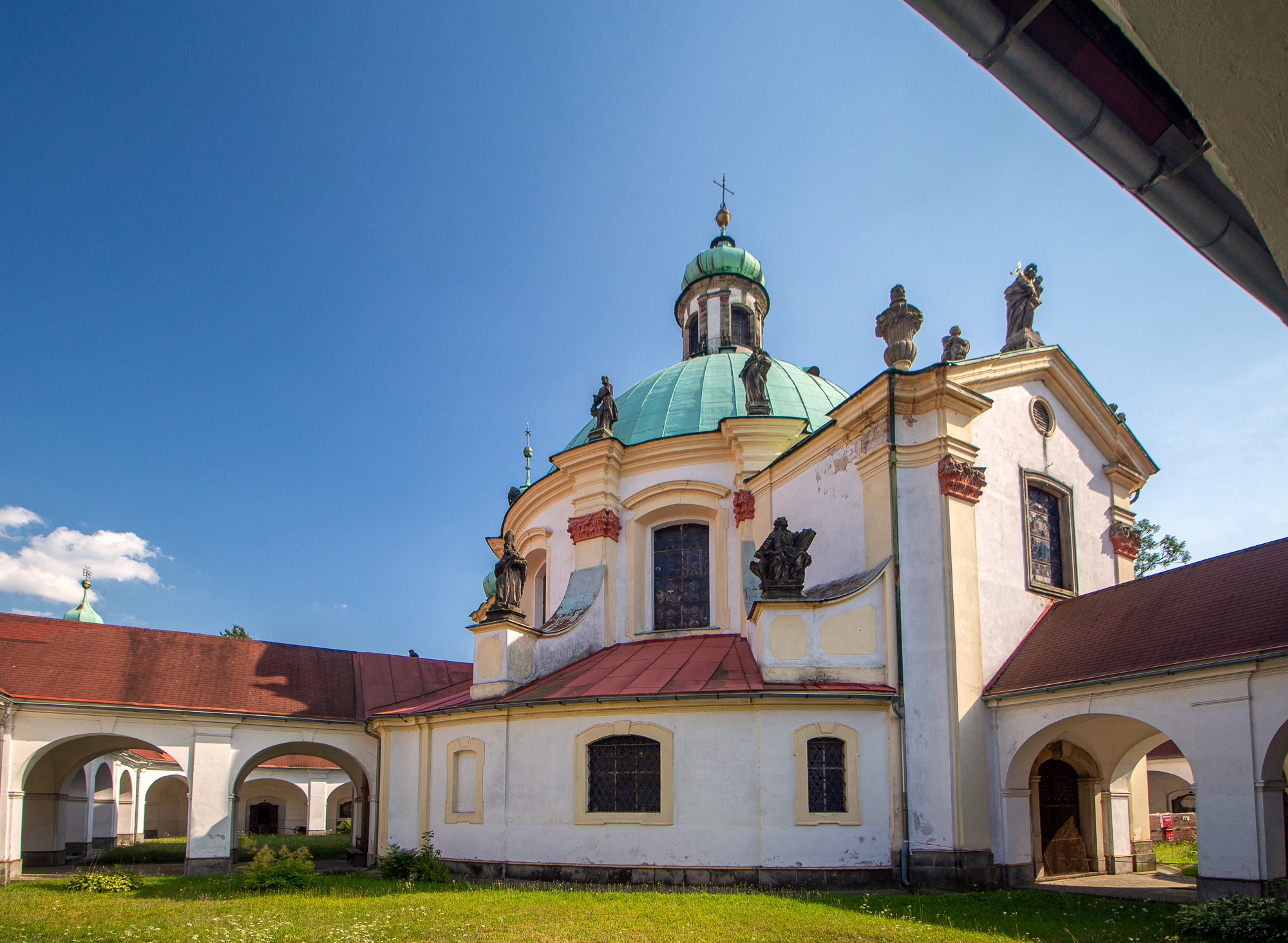
Poutní kaple Narození Panny Marie

- Měšťanský dům čp. 73 je jedním z historických dochovaných domů ve městě, u něhož se dochovalo původní podloubí a gotický stupňovitý štít. Nejstarším doloženým vlastníkem byl Hans Hehr (1570), dům byl po vypálení v roce 1654 obnoven s použitím staršího kamenného zdiva. Majitelé domu byli držiteli várečného práva, a proto k domu patřilo jako příslušenství i várečné nářadí, nábytek, kráva, pole, vinice a později i další pozemky. Do začátku roku 2017 v domě sídlilo městské informační centrum.
- Děkanský kostel sv. Jakuba Většího. V kostele na varhany hrával při svém pobytu Antonín Dvořák.
- Bývalý evangelický kostel z roku 1930.
- Českokamenický zámek byl postaven v první polovině 16. století pány z Vartenberka. Větší stavební úpravy byly provedeny na počátku 17. století, kdy rod Kinských (Vchynských) nechal přistavět jižní křídlo.[12] V roce 1792 byla vybudována barokní krytá chodba, která spojila zámek s kostelem. Poslední stavební úpravy v klasicistním stylu byly provedeny v letech 1847 až 1849 a dotkly se nejvíce jižního křídla.
- V Tyršově ulici stojí tzv. Salhausenovský dům postavený v první čtvrtině pány ze Salhausenu. Později budovu získalo město a zřídilo v ní špitál.[12]
- Radnice – Nejstarší budova radnice vznikla úpravou původně právovárečného měšťanského domu, který byl vykoupen městskou radou v roce 1493 za 44 kop grošů a 4 groše. Dnešní budovu na náměstí Míru město získalo až na konci 16. století, kdy také byla přestavěna. Poslední rozsáhlejší přestavba v klasicistním stylu byla realizována v letech 1846 až 1847. Průčelí nad portálem zdobí znak Vartenberků s letopočtem 1591 a německým nápisem, které připomínají Jindřicha z Vartenberka, dědičného nejvyššího číšníka Českého království. Na horní římse portálu je latinský nápis PALLADIUM CIVITATIS (záštita obce). Po roce 1850 v budově sídlily berní a okresní úřad a později okresní soud. V letech 1958 až 1967 zde bylo vlastivědné muzeum, poté objekt nebyl využíván. Po rozsáhlých opravách se v 90. letech 20. století budova znovu stala sídlem městské samosprávy.
- Budova spořitelny – Na západní straně náměstí Míru je secesní budova spořitelny se sochou rytíře nad štítem. Původně nesla název Městský dům, neboť zde kromě spořitelny sídlilo ještě okresní zastupitelstvo, úřad starosty a městská knihovna.
- Kašna – Uprostřed náměstí Míru stojí kašna z roku 1575, se sloupem a barokní sochou z roku 1680, od žitavského mistra Oldřicha. Nedaleko kašny je v dlažbě vsazená velká podkova z kamene, jež označovala kam až směl být při jarmarku vystavován prodávaný dobytek.
- Kaple Narození Panny Marie – Kaple je státní kulturní památka v městské památkové zóně, jejíž vznik je spojován s více než stem zázračných skutků Panny Marie Kamenické.
- Barokní chudobinec – Severně od Mariánské kaple, se nachází barokní chudobinec z roku 1750. Bylo v něm zřízeno 24 komůrek pro 24 poddané českokamenického panství. Nynějším sálem vedla středem chodba, která jej dělila na dvě poloviny, s šesti komůrkami po každé straně a s kachlovými kamny na každém konci chodby. Pro ženy bylo vyhrazeno přízemí, v prvním poschodí byli muži. Za epidemie černých neštovic v roce 1778 sloužil chudobinec nějaký čas jako městský špitál. Pětiboké čedičové sloupy, zasazené do země nedaleko vchodu do budovy, jsou na paměť obětem epidemie černých neštovic, zemřelých na tomto místě. Epidemii měli do města zavléci pruští vojáci, kteří pod velením generála Möllendorfa obsadili Českou Kamenici. Černým neštovicím podlehlo kolem 600 osob, vojáků i místních občanů.

## Památné stromy
- Buky na Zeleném vršku, dvojice buků na východním okraji města, poblíž křižovatky ulic Na Vyhlídce a Máchova
- Jasan v České Kamenici, ve dvoře domu čp. 272 při západní straně náměstí Míru
- Tis v České Kamenici, v jihovýchodním sousedství kostela sv. Jakuba

## Osobnosti
- Balthasar Kademann (1533–1607), teolog a duchovní
- Johannes Klein (1681–1762), matematik
- Prokop Horn (1696/1697–1739), duchovní a profesor filosofie
- Filip Josef Kinský (1700–1749), šlechtic, diplomat a politik
- Jakob Frint (1766–1834), profesor teologie a biskup
- Johann Baptist Emanuel Pohl (1782–1834), průvodce J. W. Goetha a badatel
- Gustav Nowak (1846–1921), lékárník a politik, starosta města, poslanec Říšské rady a zemského sněmu
- Emanuel Hegenbarth (1868–1923), malíř
- Josef Hegenbarth (1884–1962), malíř a grafik
- Hugo Siegmüller (1889–1958), malíř a grafik (krajinomalba a motivy zimních sportů) a učitel (profesor)
- Hannes Hegen (Johannes Hegenbarth), (1925–2014), karikaturista i komický spisovatel

## Místní části
- Česká Kamenice (Böhmisch Kamnitz)
- Dolní Kamenice (Niederkamnitz)
- Filipov (Philippsdorf)
- Horní Kamenice (Oberkamnitz)
- Huníkov (Henne)
- Kamenická Nová Víska (Kamnitz-Neudörfel)
- Kerhartice (Gersdorf)
- Líska (Hasel)
- Pekelský Důl (Höllegrund)
- Víska pod Lesy (Walddörfel) [13]

Území obce se dělí na katastrální území Česká Kamenice, Dolní Kamenice, Horní Kamenice, Kamenická Nová Víska, Kerhartice a Líska.
Základní sídelní jednotky jsou Česká Kamenice-střed, Dolní Kamenice, Filipov, Horní Kamenice, Horní Kamenice-východ, Huníkov, Huníkov-sever, Jehla (Nolde), K Janské, Kamenická Nová Víska, Kerhartice, Líska, Pekelský Důl, Pod hřbitovem, Pod Skalkou, Pod tratí, Pod Zeleným vrchem, U nemocnice, U papíren, Víska pod Lesy, Za nádražím a Zámecký vrch.

## Okolí
- Zámecký vrch (541 m n. m.) s Kamenickým hradem
- Olešský rybník
- muzejní železnice Česká Kamenice–Kamenický Šenov
- K železniční zastávce Horní Kamenice na okraji města je vedena Naučná stezka Okolím Studence.[16]
- Bratrské oltáře s Křížovou cestou poblíž vrchu Jehla
- Skalní vyhlídka Ponorka

## Doprava
Českou Kamenicí prochází trať č. 081 Děčín–Rumburk a odbočuje zde trať do Kamenického Šenova, která kdysi vedla až do České Lípy a na jejímž tělese vede cyklostezka Varhany. Ve městě se nacházejí nádraží Česká Kamenice a Horní Kamenice.

## Partnerská města
- Bad Schandau, Německo

## Galerie

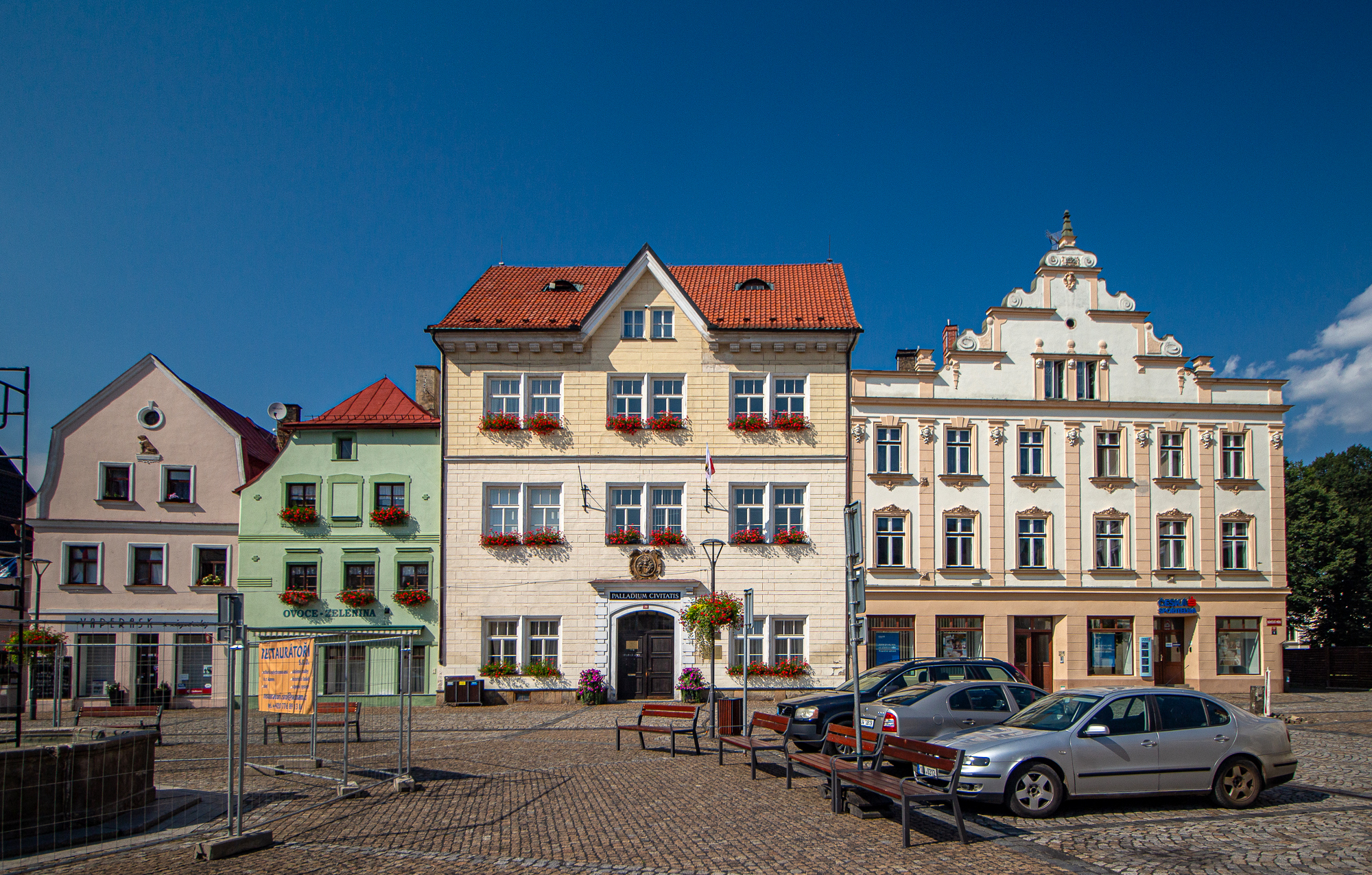
Náměstí Míru s radnicí
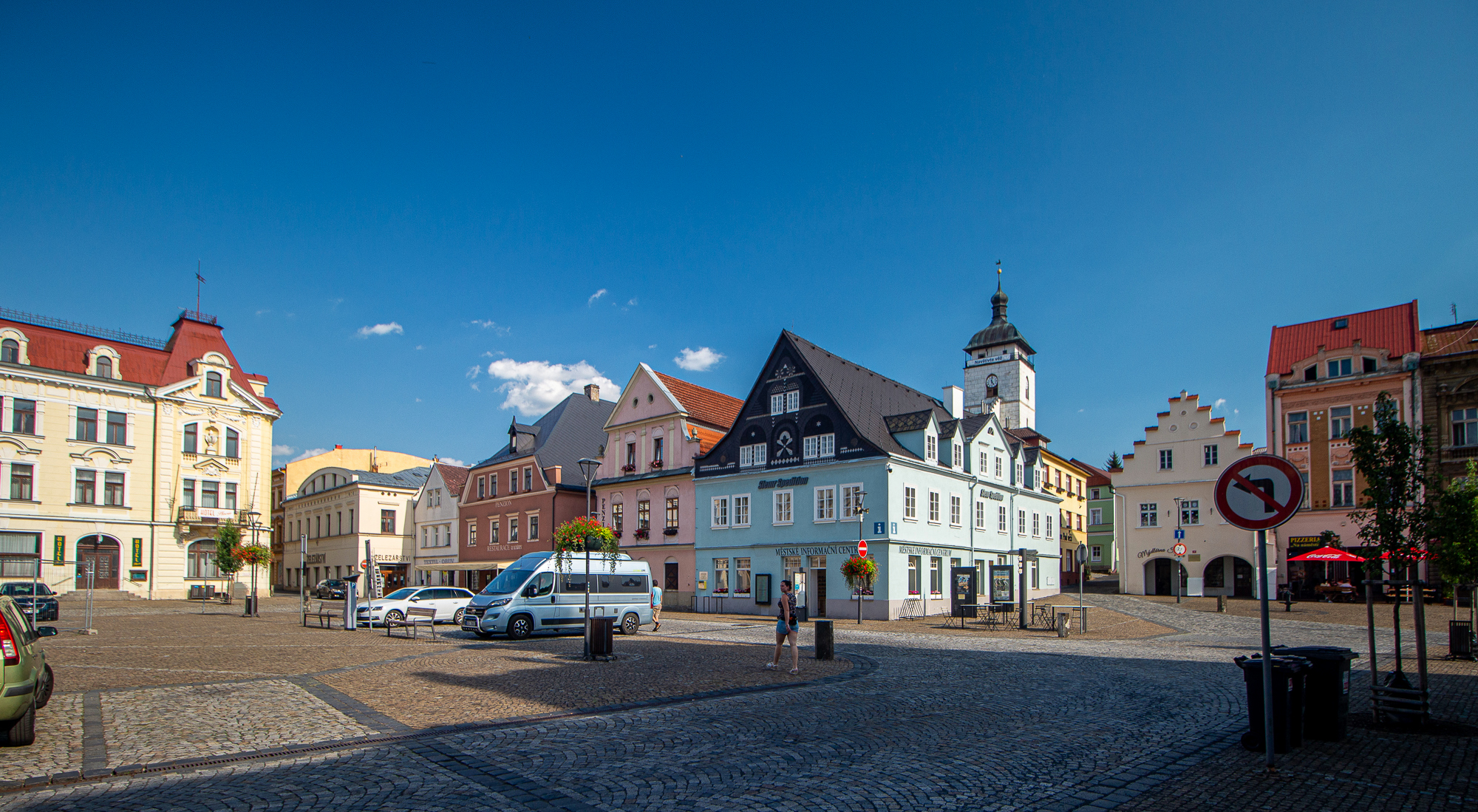
Severní strana Náměstí Míru s věží kostela sv. Jakuba Staršího
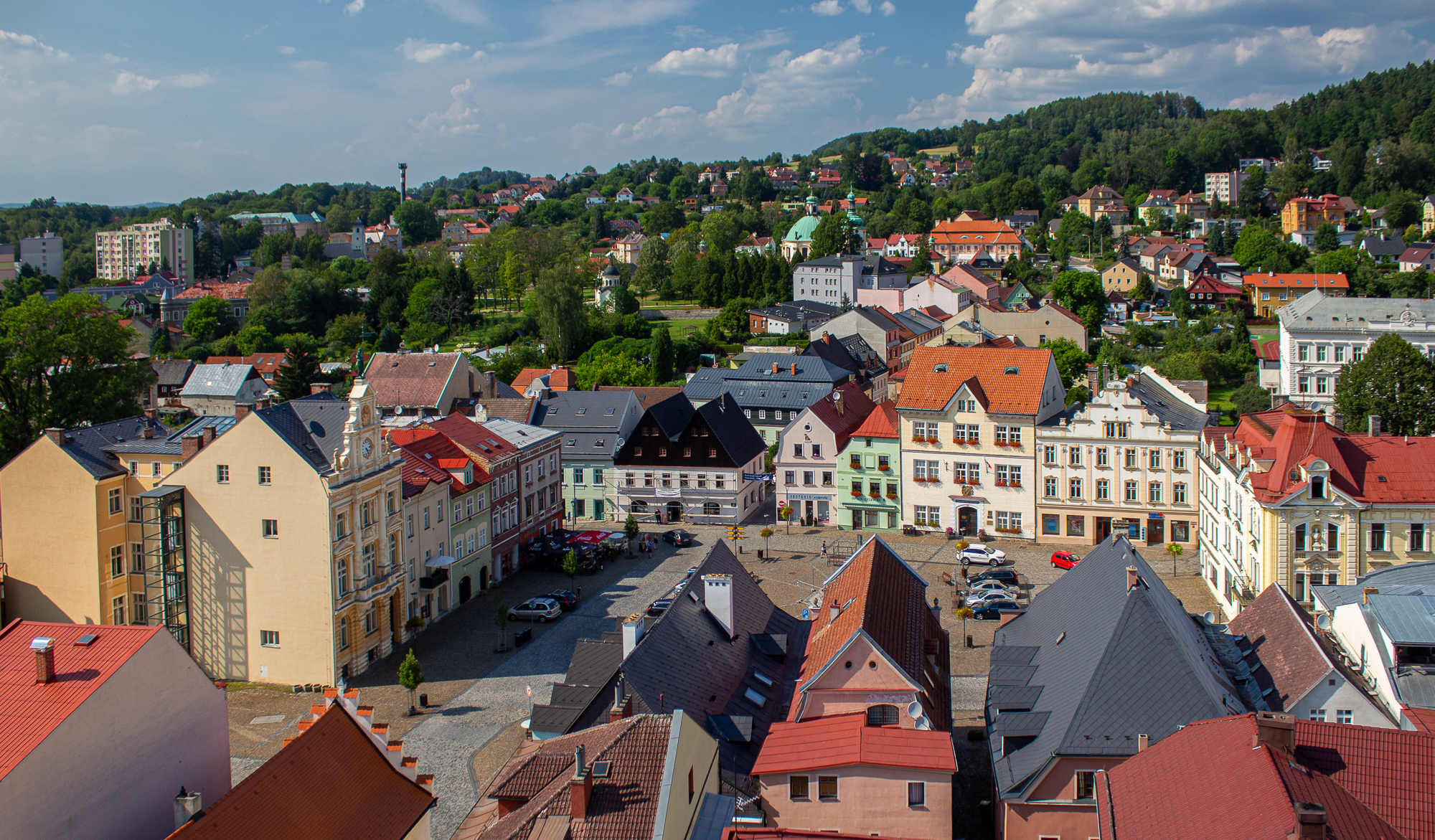
Náměstí Míru
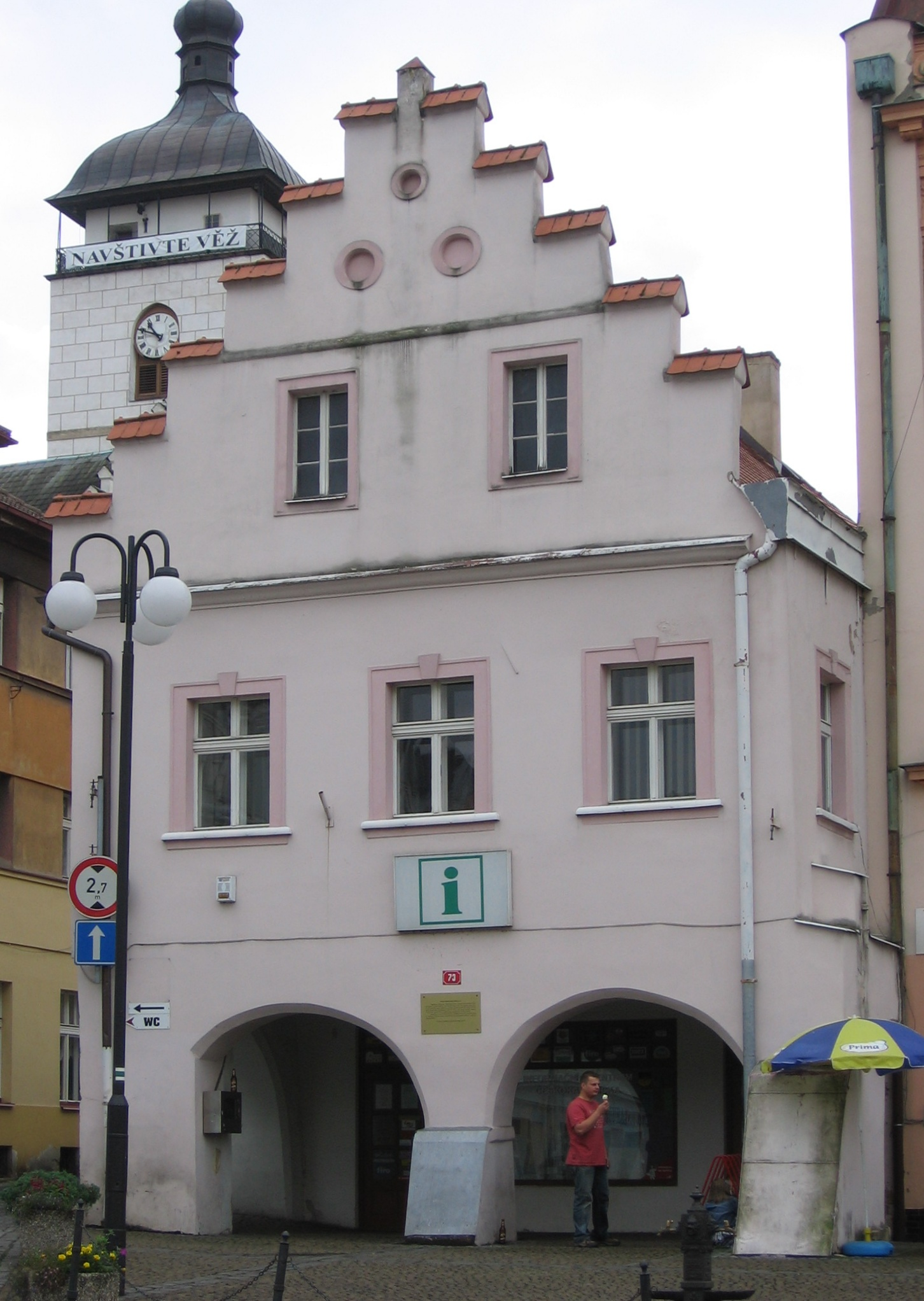
Měšťanský dům čp. 73
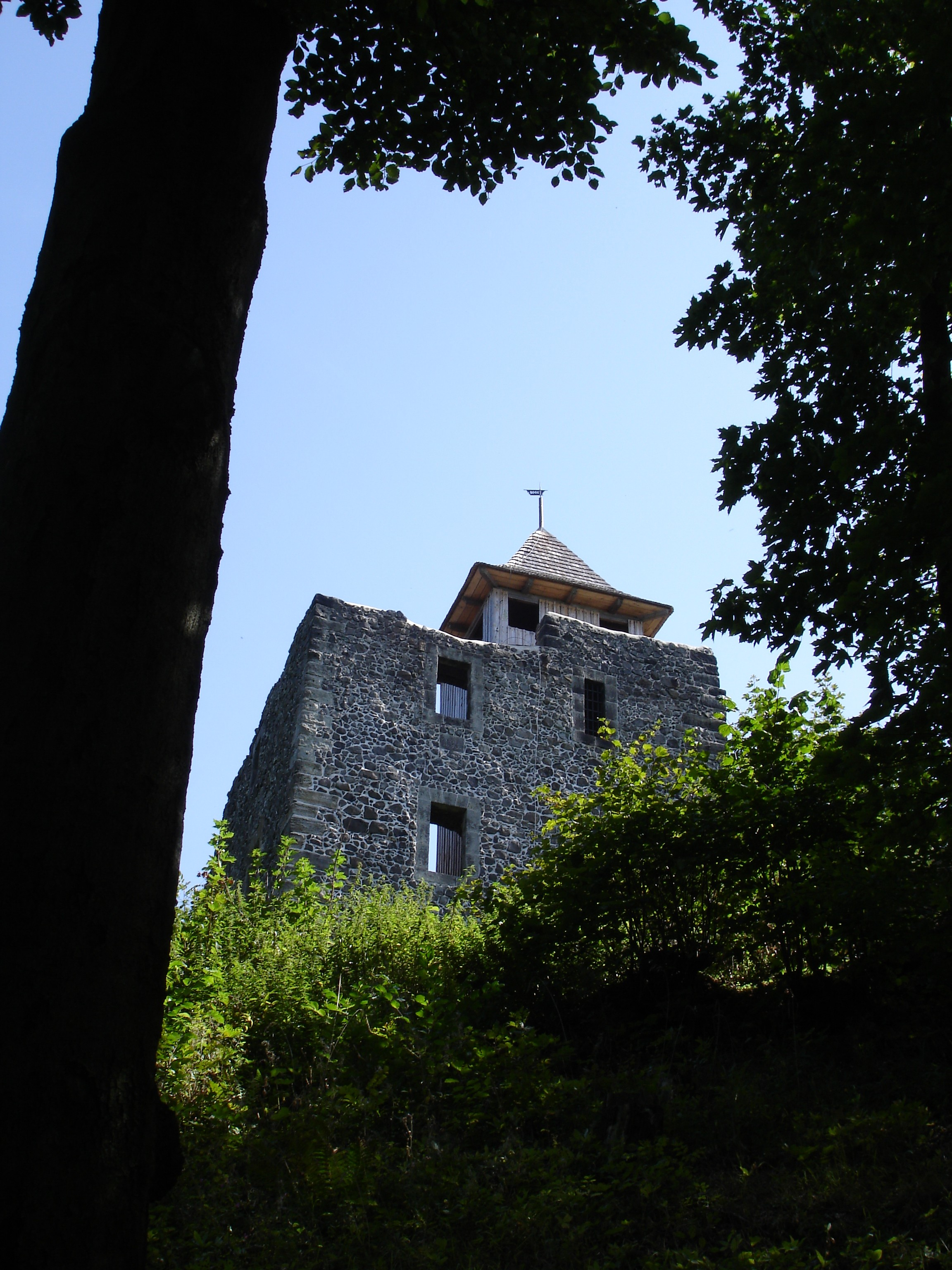
Kamenický hrad
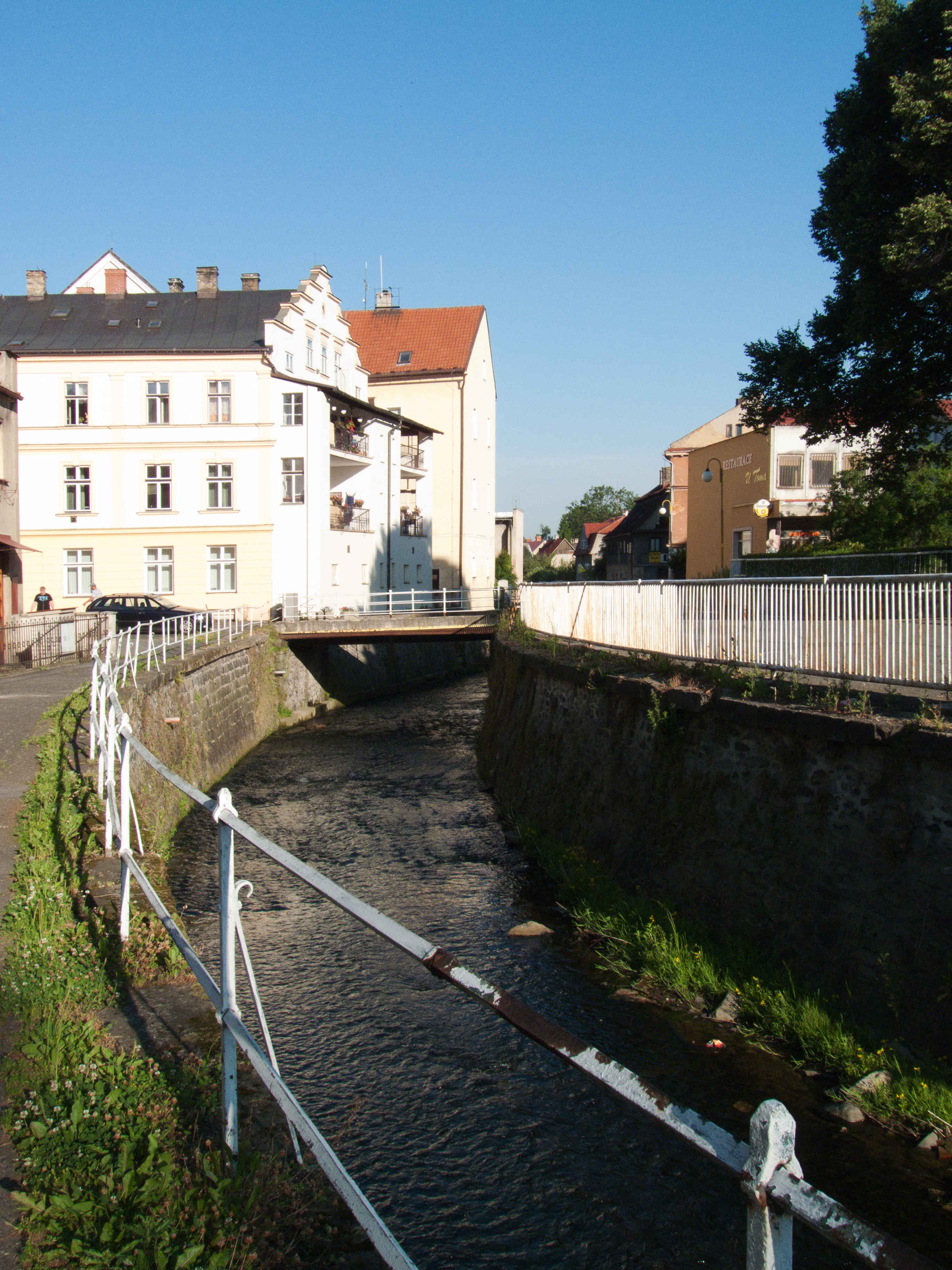
Řeka Kamenice
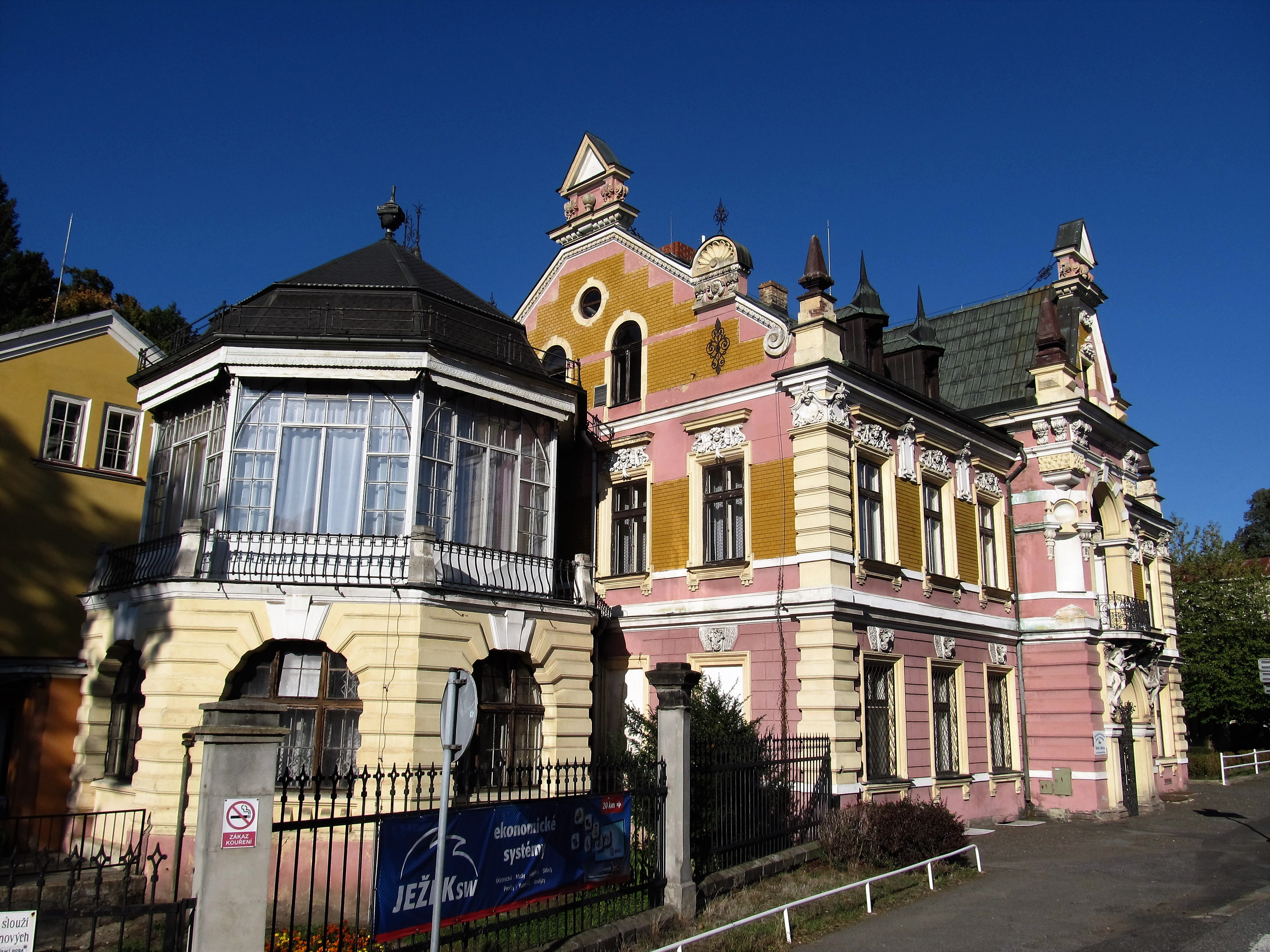
Centrum dětí a mládeže v ulici Dukelských hrdinů (bývalé ředitelství Karschových přádelen)
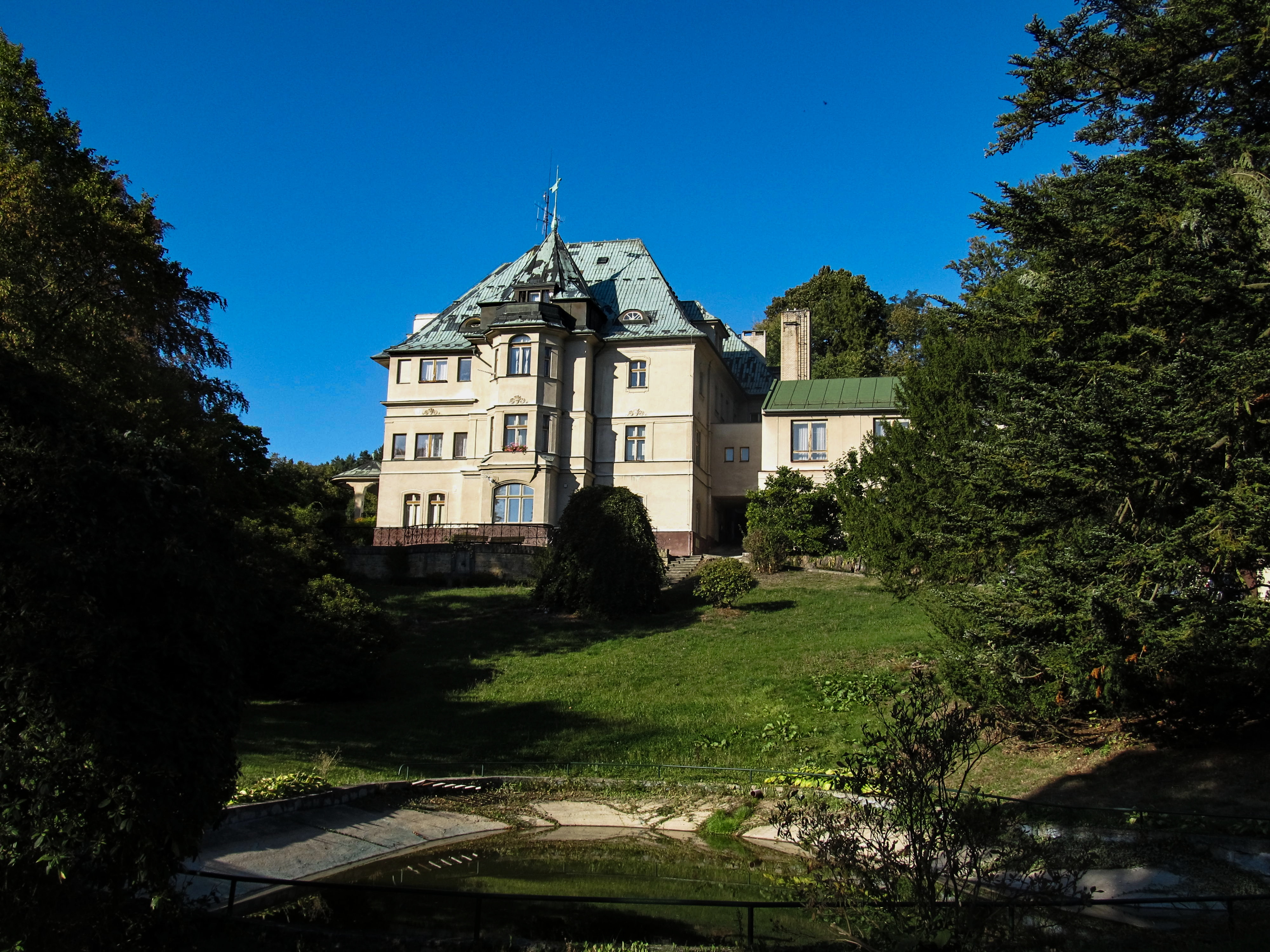
Dětský domov (bývalá vila továrníka Emanuaela Karsche)
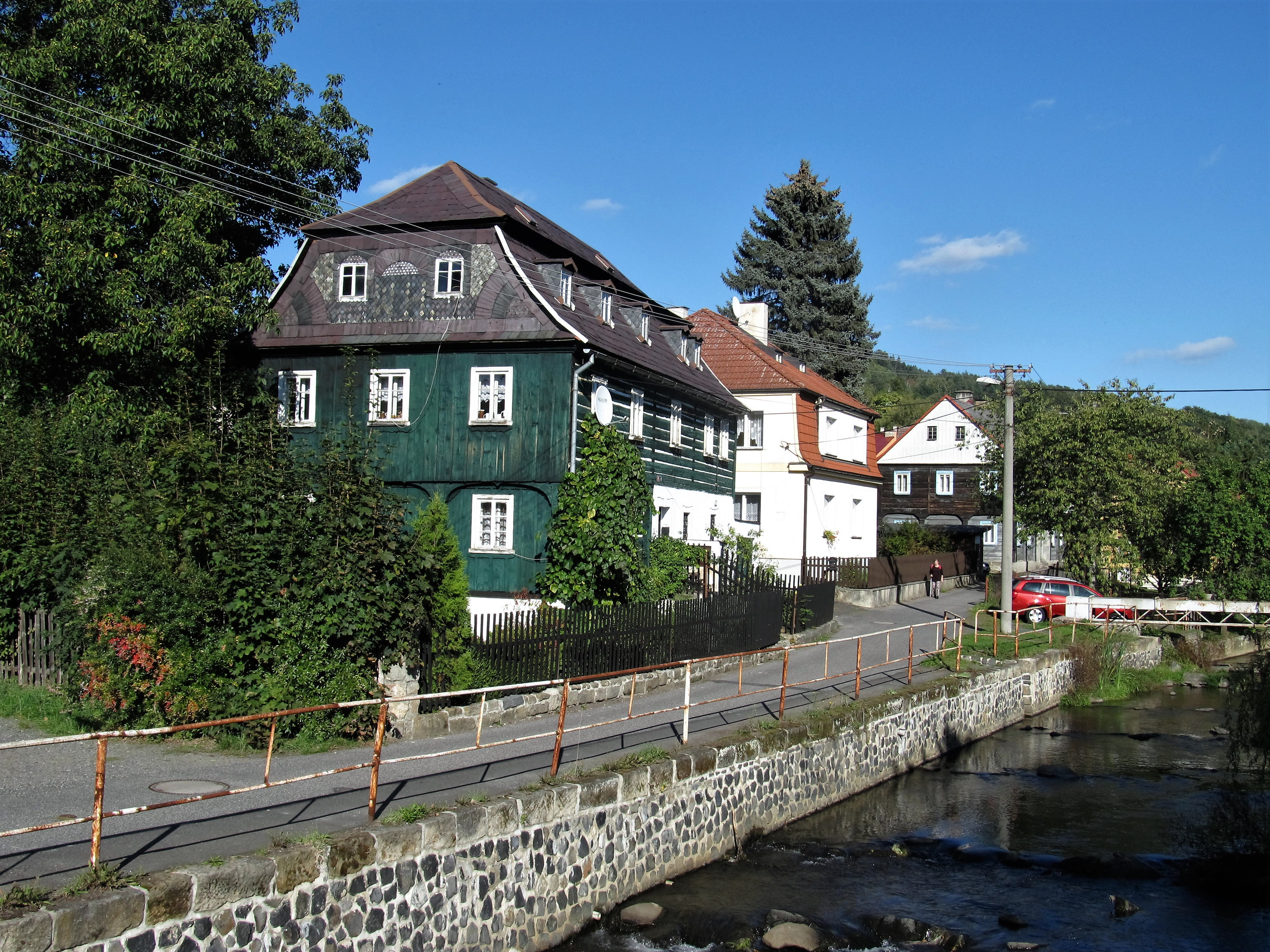
Řeka Kamenice v ulici Karoliny Světlé
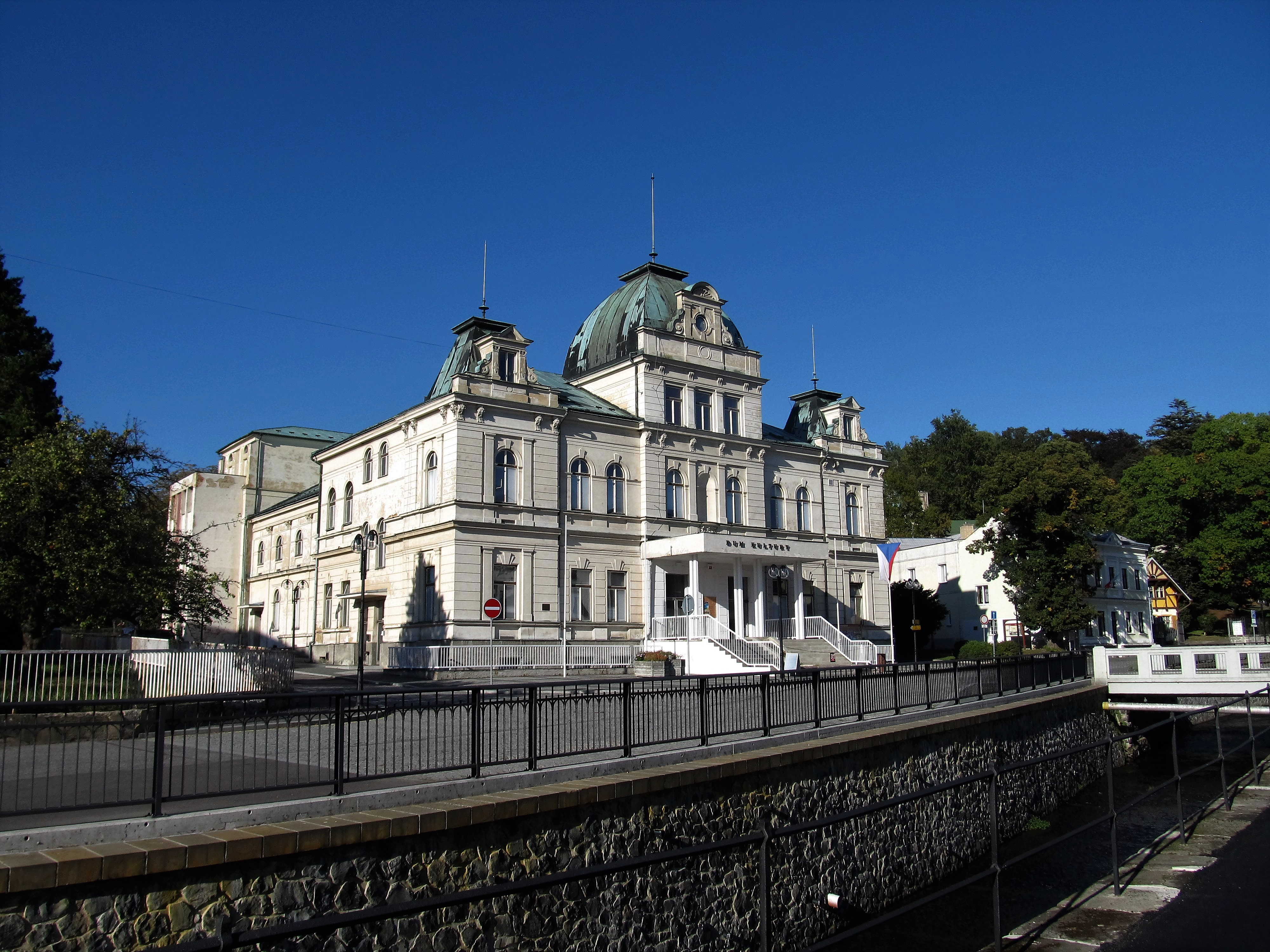
Kulturní dům (bývalá německá tělocvična)
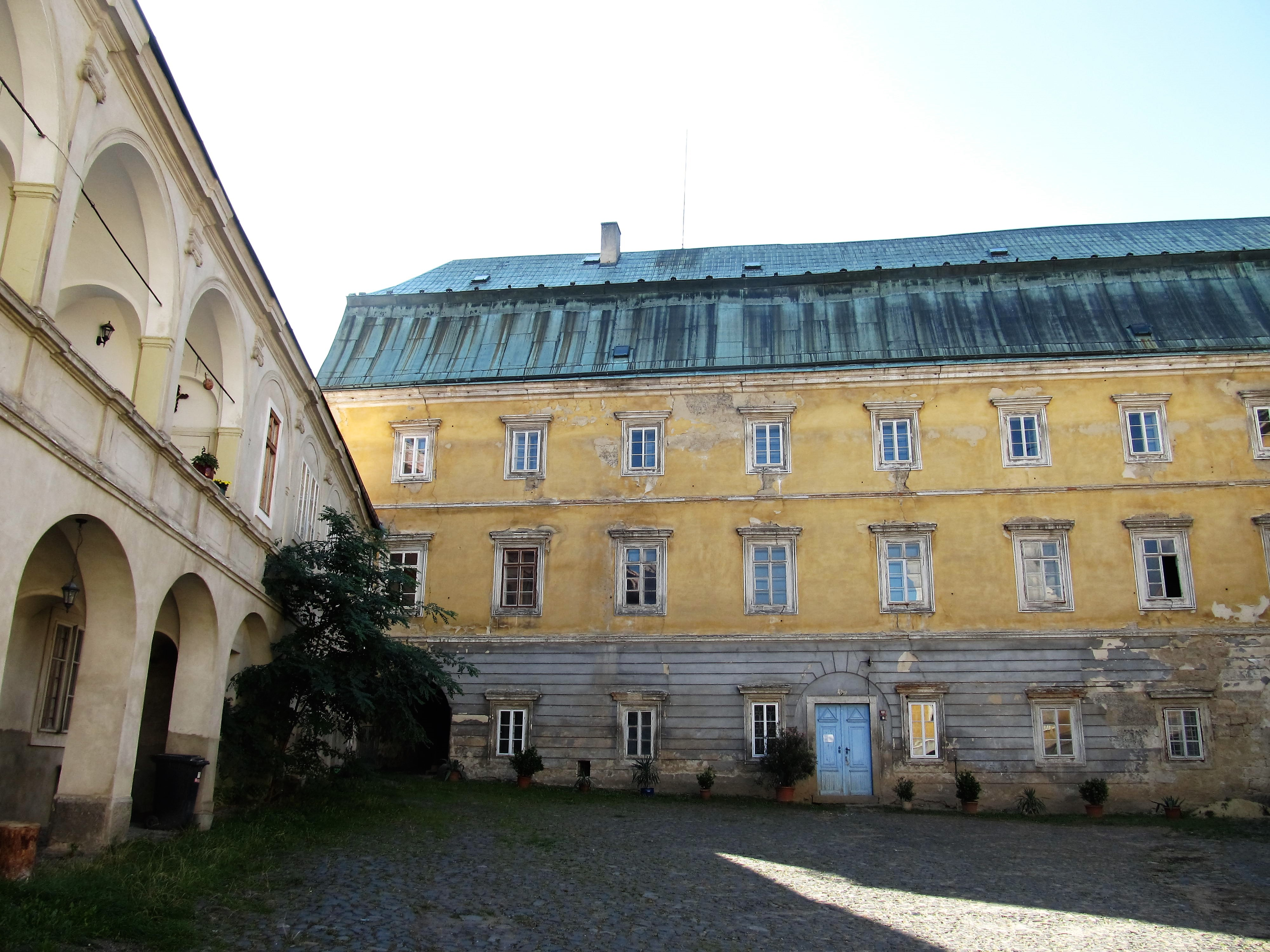
Nádvoří zámku
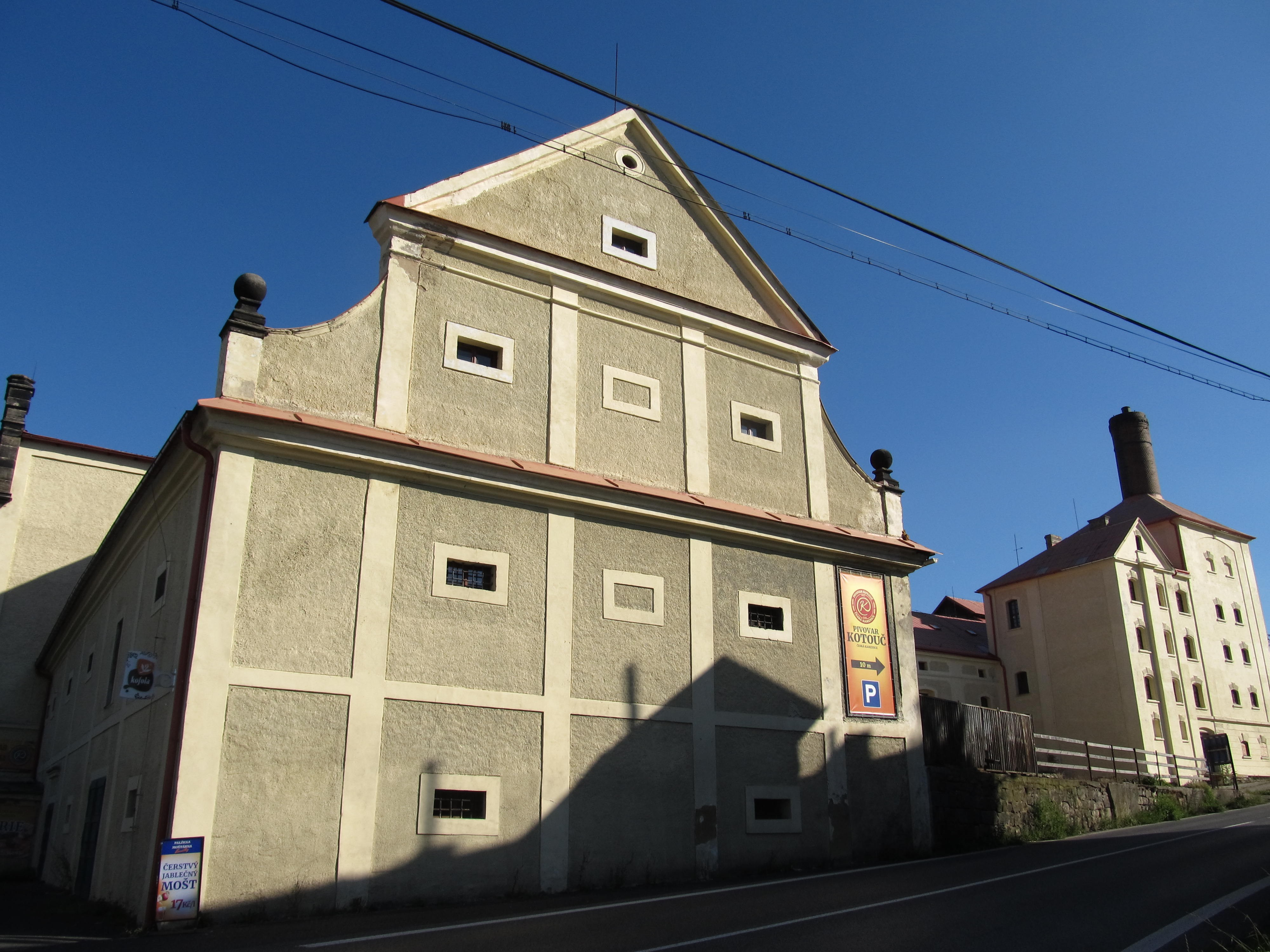
Zámecký pivovar
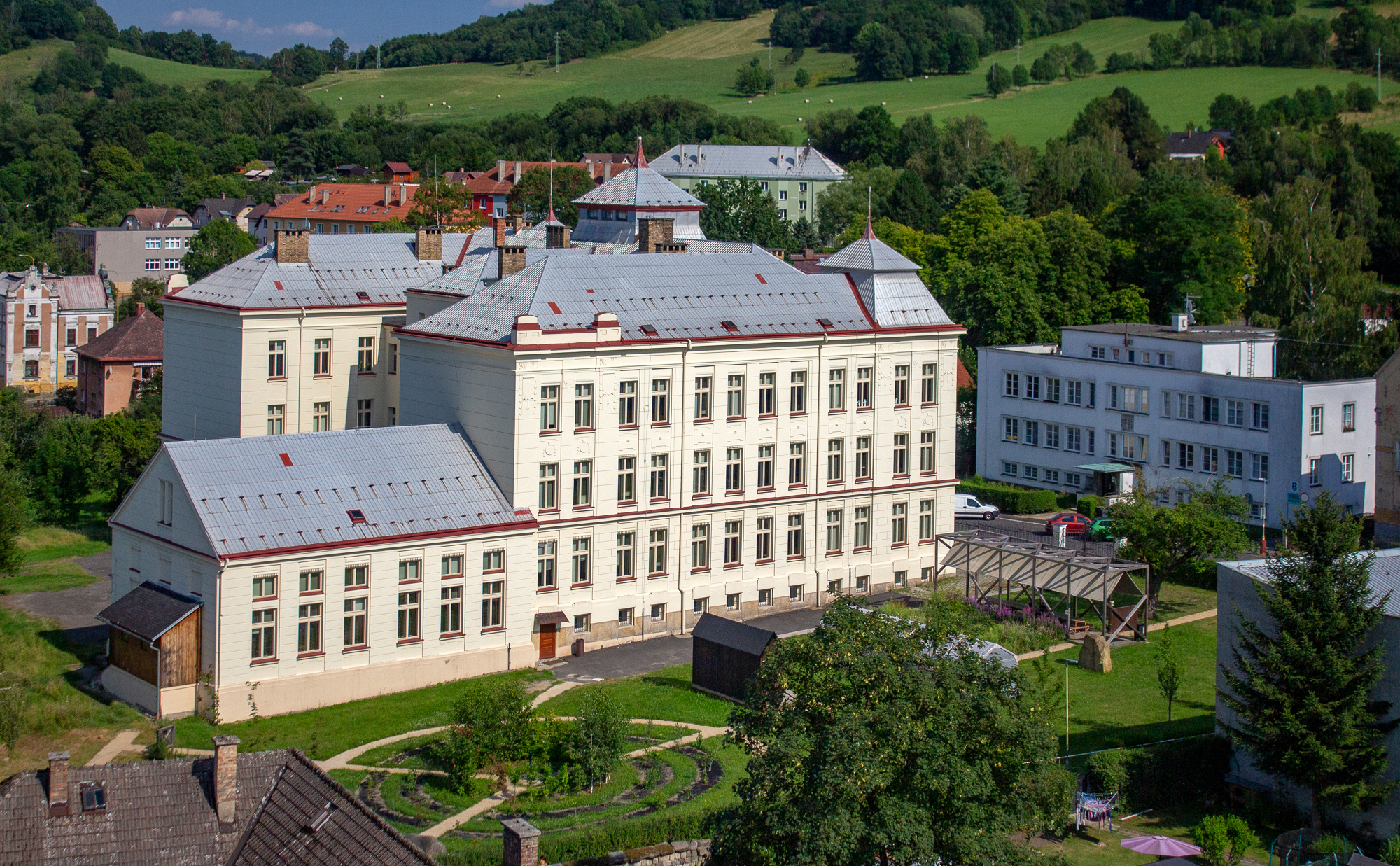
Základní škola v Palackého ulici
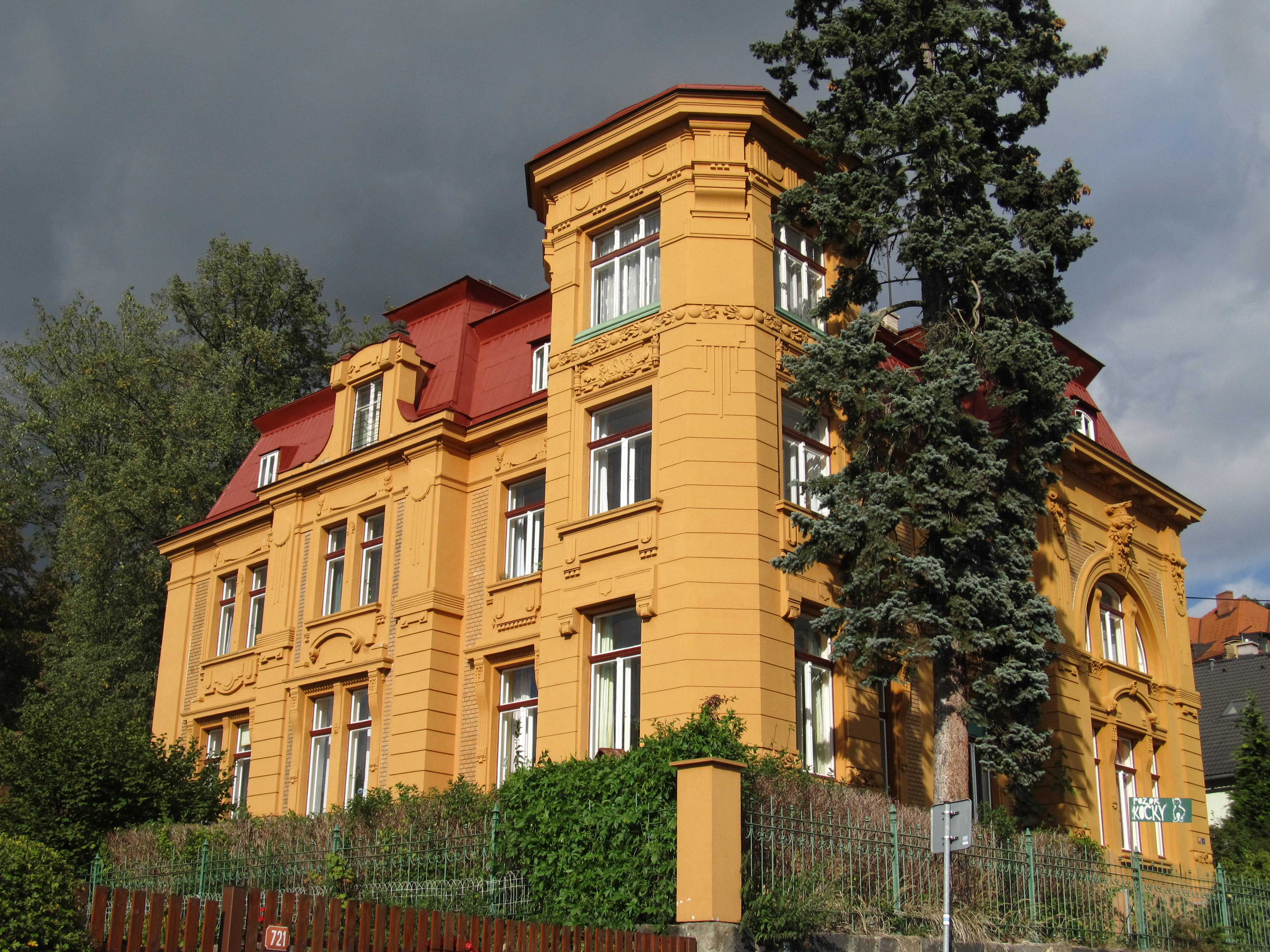
Secesní vila v Máchově ulici
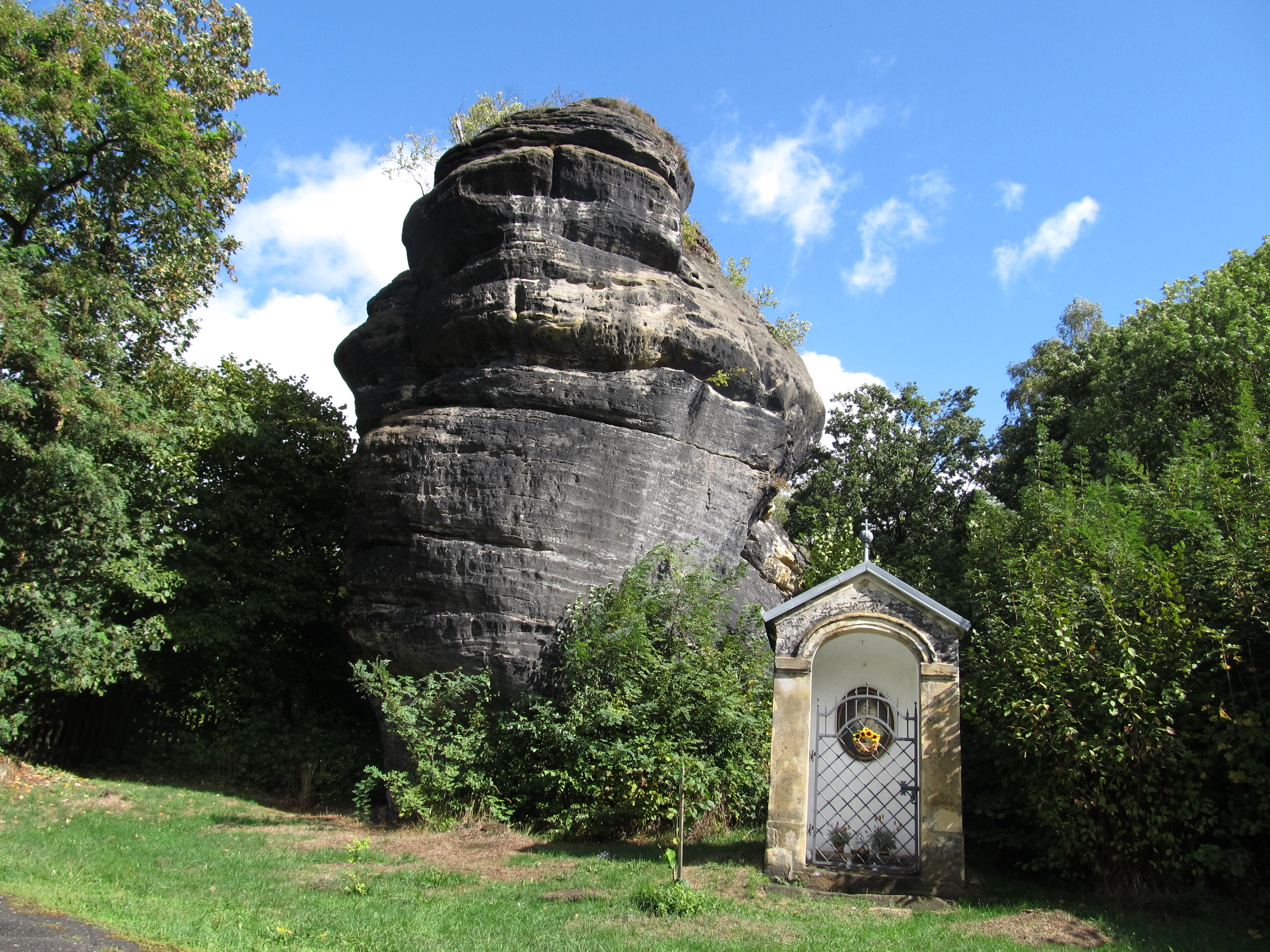
Skála Hrnčíř u železniční trati Děčín–Rumburk
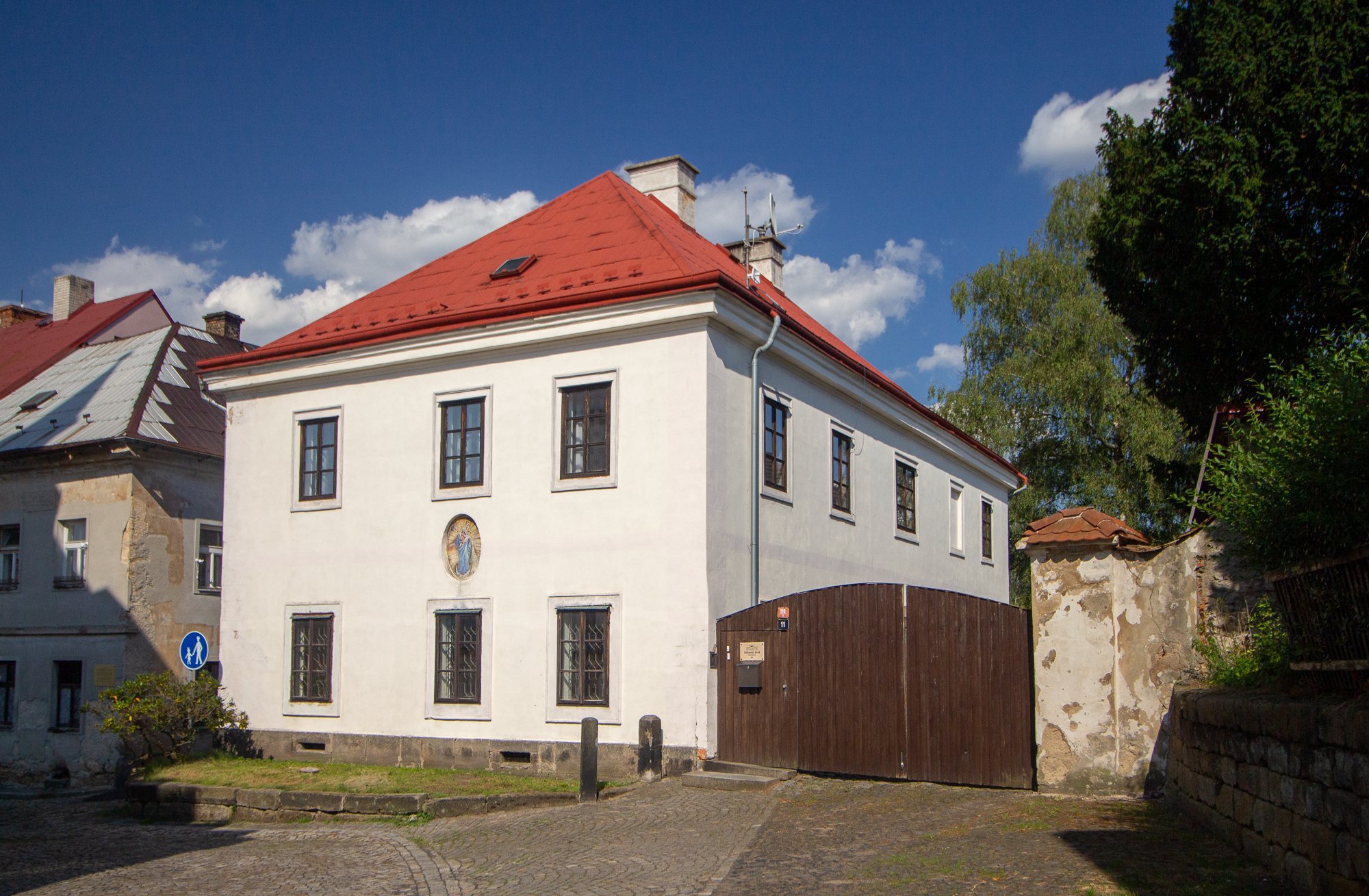
Budova Římskokatolické farnosti-děkanství
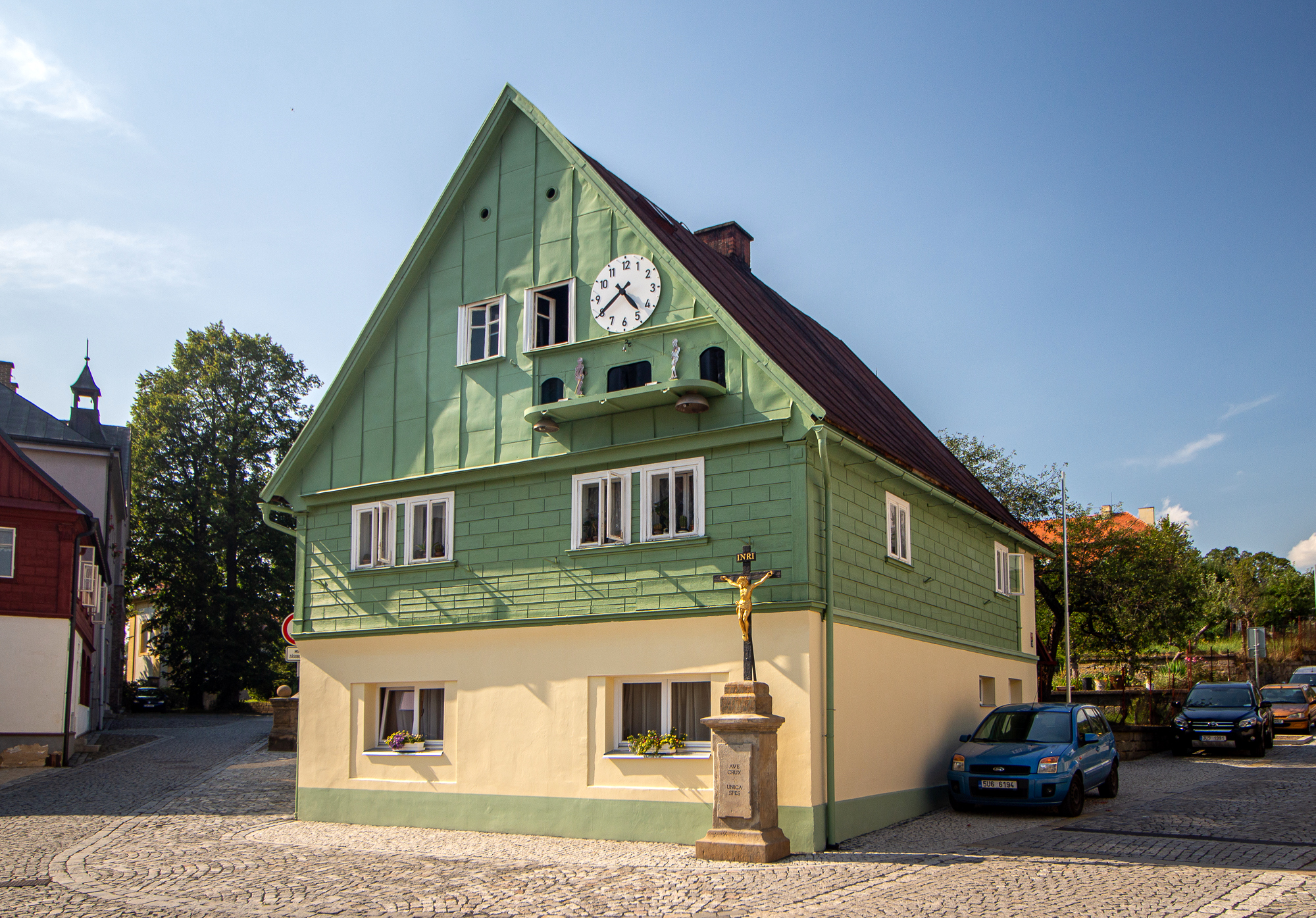
Českokamenický "orloj"